# La historia de el dúo
La historia de el dúo es el nombre del segundo álbum recopilatorio de los cantantes Wisin & Yandel. Fue publicado el 5 de noviembre de 2013 bajo el sello Machete Music. Contó con las canciones más destacables de los cantantes desde 2005 hasta 2013 y alcanzó la posición #56 en la categoría Top Latin Albums de Billboard.

## Lista de canciones
| N.º | Título                                   | Productor(es)                      | Duración |  |
| 1.  | «Te deseo»                               | Hyde · Tainy                       | 4:10     |  |
| 2.  | «Follow The Leader» (con Jennifer Lopez) | Saeed · Kings · Bory · Chris Jeday | 4:00     |  |
| 3.  | «Tu olor»                                | Nesty · Víctor                     | 4:06     |  |
| 4.  | «Estoy enamorado»                        | Nesty · Profesor Gómez             | 4:31     |  |
| 5.  | «Abusadora»                              | Tainy                              | 3:00     |  |
| 6.  | «Me estás tentando»                      | Nesty · Víctor · Marioso           | 3:50     |  |
| 7.  | «Rakata»                                 | Luny Tunes . Nely                  | 2:53     |  |
| 8.  | «Ahora es»                               | Víctor · Nesty                     | 3:07     |  |
| 9.  | «Sexy movimiento»                        | Víctor · Nesty · Marioso           | 3:33     |  |
| 10. | «Pam pam»                                | Luny Tunes · Tainy                 | 3:47     |  |
| 11. | «Mírala bien»                            | Luny Tunes · Thilo                 | 2:39     |  |
| 12. | «Llame pa' verte (bailando sexy)»        | Luny Tunes · Nely                  | 3:17     |  |

## Posicionamientos
| Listas (2013)                     | Mejor posición |
| --------------------------------- | -------------- |
| Estados Unidos (Top Latin Albums) | 56             |